# Ángel Zubieta
Ángel Zubieta Redondo (* 17. Juli 1918 in Galdakao; † 28. Oktober 1985 in Buenos Aires) war ein spanischer Fußballspieler und späterer -trainer.
Sein älterer Bruder Santi Zubieta war ebenfalls von den späten 1920er bis Mitte der 1930er Jahre im spanischen Profifußball aktiv.

## Spielerkarriere
Ángel Zubieta, geboren 1918 in Galdakao im Baskenland, begann seine fußballerische Laufbahn 1935 mit 17 Jahren bei Athletic Bilbao, damals zu den besten Vereinen in Spanien zählend. Gleich in seiner ersten Spielzeit mit Bilbao, das bekannt dafür war, nur Spieler aus dem Baskenland einzusetzen, gewann er die spanische Fußballmeisterschaft. In der Primera División wurde ein erster Platz mit zwei Punkten Vorsprung auf Real Madrid belegt. Zubieta war in der Meistersaison Stammspieler und machte 22 Spiele für Bilbao (zwei Tore). Zu weiteren Einsätzen für seinen Verein kam er nicht, da 1936 der Spanische Bürgerkrieg ausbrach und der Spielbetrieb für die Dauer des Konfliktes unterbrochen wurde. Zwischen 1936 und 1938 spielte er für die baskische Fußballnationalmannschaft, nachdem er zuvor bereits zwei Länderspiele für das gesamte Spanien absolviert hatte. Mit der Nationalelf des Baskenlandes ging er 1939 auf eine Südamerikareise, wo einige Spiele gegen Mannschaften aus Südamerika gemacht wurden. Dabei fiel Ángel Zubieta dem argentinischen Verein CA San Lorenzo de Almagro aus der Hauptstadt Buenos Aires auf und er wurde von dem Verein verpflichtet. Ab 1939 spielte er 13 Spielzeiten für den Verein aus dem Stadtteil Almagro und spielte 352 Mal in der Primera División, der höchsten Fußballliga in Argentinien. Es gelangen ihm dabei 29 Tore. 1946 wurde der Mittelfeldspieler mit CA San Lorenzo de Almagro argentinischer Fußballmeister, es wurde ein erster Platz in der Primera División mit vier Punkten Vorsprung auf die Boca Juniors erreicht. Im gleichen Jahr konnte man auch die Copa Río de La Plata siegreich gestalten. Er blieb bis 1952 bei San Lorenzo de Almagro und ist noch heute der Spieler mit den drittmeisten Einsätzen für den Verein, hinter Sergio Villar und Roberto Telch. 1952 ging er zurück in sein Heimatland Spanien und spielte noch bis 1956 für Deportivo La Coruña und beendete im Trikot bei dem Club aus Galicien im Alter von 38 Jahren 1956 seine aktive Karriere.

## Trainerkarriere
Nach dem Ende der Zeit als aktiver Fußballer wurde Ángel Zubieta Trainer. Seine erste Trainerstation war 1962 sein Heimatverein Athletic Bilbao, den er in der Liga auf einen zehnten Platz führte, während das Weiße Ballet von Real Madrid die Meisterschaft erringen konnte. Daraufhin trainierte er Real Valladolid, das soeben Vierter in der Primera División geworden war, wurde dort aber schnell entlassen. 1964 coachte er Belenenses Lissabon, doch auch dieses Amt bekleidete er nicht lang. 1968 wurde er erneut von Belenenses als Trainer verpflichtet und führte den Verein in der Saison 1968/69 zu einem achten Tabellenrang. 1969 ging er zum unterklassigen spanischen Verein Real Jaén und von 1970 bis 1974 war er verantwortlich für UNAM Pumas in Mexiko. Der Verein aus Mexiko-Stadt war seine letzte Trainerstation.
Ángel Zubieta starb am 28. Oktober 1985 in Argentiniens Hauptstadt Buenos Aires im Alter von 67 Jahren an der Nervenkrankheit Amyotrophe Lateralsklerose.